# Impacto econômico da Guerra de Gaza de 2023
A guerra Israel-Hamas de 2023 tem implicações económicas significativas, não só para as partes envolvidas, mas também para a economia global.

## Gaza

### Infraestrutura e economia de Gaza
A guerra causou danos devastadores à infra-estrutura e à economia de Gaza. A guerra resultou em agitação e destruição numa escala nunca antes vista no enclave. O Escritório das Nações Unidas para a Coordenação de Assuntos Humanitários (OCHA) informou que mais de 41.000 casas foram destruídas e mais de 222.000 foram danificadas. A guerra também afectou gravemente hospitais, escolas, sistemas de água e saneamento e segurança alimentar.

### Emprego em Gaza
A guerra causou perdas significativas de empregos em Gaza. Quando a guerra atingiu a marca de um mês, estimou-se que 61 por cento do emprego em Gaza, equivalente a 182.000 empregos, foram perdidos.

## Israel
A guerra está a custar à economia israelita 600 milhões de dólares por semana devido a faltas ao trabalho, segundo o Banco de Israel. Isto equivale a cerca de 6% do PIB semanal.
Foi estimado que se a guerra durasse oito a doze meses, o custo da guerra para a economia israelita seria superior a 50 mil milhões de dólares, ou perto de 10% do PIB, de acordo com Calcalist, citando números anteriores do Ministério das Finanças. As estimativas assumem que o conflito se limita a Gaza, sem nova escalada com outras partes, e depende do regresso dos 350.000 reservistas convocados ao trabalho em breve.

## Líbano
O comércio de azeitonas no sul do Líbano, que é a principal fonte de rendimento para muitos, foi interrompido quando os agricultores interromperam as suas colheitas com medo do bombardeamento activo. De acordo com o Ministro da Agricultura, 40.000 oliveiras foram queimadas por incêndios causados pelos bombardeamentos das FDI.
O Instituto de Finanças Internacionais previu que o PIB do Líbano poderá diminuir em um por cento até ao final do ano e em 30 por cento em 2024, no caso de novas repercussões da guerra.

## Cisjordânia
Israel recusou-se a entregar o dinheiro dos impostos à Autoridade Palestiniana, pois isso contribuiu para o não pagamento de salários aos funcionários do governo na Cisjordânia. Israel trabalhou para impedir que os agricultores colhem azeitonas na cidade de Nablus, na cidade de Jenin, na cidade de Ramala, na cidade de Tulkarm e na cidade de Calquília.
O exército israelita confiscou muitas terras agrícolas, incluindo as florestas Ya'bad em Jenin e muitas terras agrícolas na cidade de Nablus.

## Boicotes de marcas
O boicote à marca foi um aspecto notável das implicações económicas da guerra. Marcas como McDonald's, Coca-Cola e Starbucks enfrentaram boicotes de consumidores devido ao seu apoio a Israel.